# Eóganacht Áine
Les Eóganacht Áine forment une branche de la famille des Eóganachta, la dynastie régnante du royaume de Munster (en irlandais : Muman) du Ve siècle au Xe siècle. Ils tirent leur nom d'une colline dédiée à la déesse Áine, Cnoc Áine, située dans le comté de Limerick près du village de Knockainy, dans l'actuelle baronnie de Small County, l'ancienne Deis-Beg. 
La clan descend d'Ailill mac Nad Froích, frère d'Óengus mac Nad Froích (mort vers 489), le premier roi chrétien de Muman. 
Les trois branches cousines des Eóganacht Áine, des Eóganacht Chaisil et des Eóganacht Glendamnach occupèrent tour à tour le trône selon un système de rotation permanent. 
Le principal clan aux VIIe siècle et VIIIe siècle était celui des Ua nÉnna, les descendants d'Éndae mac Crimthainn, le petit-fils d'Ailill. Le dernier roi issu de cette maison fut Cenn Fáelad hua Mugthigirn, mort vers 872. 
Ils donnèrent naissance plus tard aux Ui Ciarmiac (O'Ciarmhaie devenus O'Kirwick ou O'Kerwick) et aux O'Muldoon. 

## Généalogie des Eóganacht Áine
(en caractères gras, les individus ayant régné)
- Conall Corc mac Lugaid, fondateur de Cashel.
  - Nad Froích mac Cuirc
    - Ailill mac Nad Froích
      - Crimthann
        - Éndae
          - Amalgaid mac Éndai, † v. 601.
            - Cúán mac Amalgado, † v. 641.
              - Máel Umai
                - Uisnech
                  - Cathussach
                    - Dub Indrecht, † v. 777.
                      - Ólchobar mac Duib-Indrecht, † v. 805.

                - Eterscél mac Máele Umai, † v. 721.
                  - Cathussach mac Eterscélai, † v. 769.

          - Garbán mac Éndai[3], † v. 596.
            - Cormac Sriabderg
              - Crundmáel
                - Cellach
                  - Mugthigern mac Cellaig, † v. 785, abbé d'Innis Celtra.
                    - Murchad
                      - Cenn Fáelad hua Mugthigirn, † v. 872.

                    - Rechtibrae mac Mugthigirn, † v. 819, abbé d'Emly

    - Óengus mac Nad Froích, † v. 489, premier roi chrétien de Muman.
      - Eochaid mac Óengusa, † v. 522.
        - Crimthann Dearcon mac Echado, à l'origine de la branche des Eóganacht Airthir Chlíach.
        - Crimthann Srem mac Echado, † v. 542, à l'origine de la branche des Eóganacht Glendamnach.

      - Feidlimid mac Óengusa, † v. 500, à l'origine de la branche des Eóganacht Chaisil.
      - Bresal Chaisil

  - Caipre Luachra mac Cuirc, à l'origine de la branche des Eóganacht Locha Léin.
  - Mac Cass, à l'origine de la branche des Eóganacht Raithleann.

## Sources
- (en) Annales d'Inisfallen sur CELT: Corpus of Electronic Texts dans University College Cork.
- (en) Francis J. Byrne, Irish Kings and High-Kings, Four Courts Press, Dublin (2001).  (ISBN 978-1-85182-196-9).
- (en) Thomas M. Charles-Edwards, Early Christian Ireland, Cambridge University Press, Cambridge (2000).  (ISBN 0-521-36395-0).
- (en) Histoire de l'Irlande en cartes